# Alen Halilović
Alen Halilović (Dubrovnik, 18 de juny de 1996) és un futbolista croat que juga com a migcampista, actualment al Fortuna Sittard. És el jugador més jove que ha marcat un gol a la primera divisió croata, i també el debutant més jove amb la selecció de futbol de Croàcia. Va ser considerat el 2014 com a un dels joves talents més prometedors del futbol europeu.
El 27 de març de 2014, el FC Barcelona va arribar a un acord amb el Dinamo pel seu traspàs, amb un contracte de cinc anys amb el club per una suma inicial de 2,2 milions d'euros.
El 26 de maig de 2014, passa a formar part del FC Barcelona B, juntament amb el seu germà Dino Halilović, que formaria part del juvenil.